# Relación ayudante/supresor
El perfil ayudante/supresor de linfocitos T (relación ayudante/supresor, relación T4:T8, relación CD4:CD8) es una prueba de laboratorio básica en la que el porcentaje de linfocitos positivos para CD3 en la sangre es positivo para CD4 (células T auxiliares) y CD8 (una clase de células T reguladoras) son contadas y comparadas. Los valores normales (intervalos de confianza del 95%) son aproximadamente 30-60% CD4 y 10-30% CD8 dependiendo de la edad (relación 0.9 a 3.7 en adultos). Una razón para los resultados anormales es la pérdida de células CD4 positivas a la infección por el Virus de Inmunodeficiencia Humana (VIH). La pérdida de células CD4 positivas por la infección por VIH puede provocar varias distorsiones en la proporción, como en el período inicial, la producción de células positivas para CD8 positivas para VIH provocará una gran caída en la proporción, pero la inmunosupresión posterior con el tiempo puede conducir a la no producción general de células inmunes y a la inversión de la proporción. Se ha demostrado que el grado de inversión de esta proporción en individuos que reciben terapia antirretroviral es indicativo de la edad de la infección y es independiente de la mortalidad asociada con eventos no relacionados con el VIH.